# 금성 라씨
금성 라씨(錦城羅氏, 금성 나씨)는 전라남도 나주시를 관향으로 하는 한국의 성씨이다. 시조 라총례(羅聰禮)는 고려 정종 때 삼한벽상일등공신(三韓壁上一等功臣)의 호를 받고 삼중대광보국숭록대부(三重大匡輔國崇祿大夫)로서 금성부원군(錦城府院君)에 봉해졌다.

## 기원
고대 중국 축융의 후예로 알려진 금성 라씨는 본래 운성이었으나, 기원전 759년(주나라 평왕 12)에 라국(羅國)에 봉해진 후손들이 고을 이름을 따서 성(姓)으로 삼은 것이 라씨(羅氏)의 시초가 된다고 한다.
《금성라씨대동보(錦城羅氏大同譜)》에 따르면, 축융의 후손 주공(珠公)이 한고조 때 나라에 공(功)을 세우고 예장군(豫章君)에 봉해져서 예장 나씨(豫章羅氏)가 되었다가, 그의 후손 지강(至强)이 당나라 태종(太宗) 때 상서좌복야로 고구려 정벌을 반대하다가 미움을 받자 동래(東來)하여 백제(百濟)의 발라현(發羅縣 : 현재의 나주)에 정착하였다고 한다.

## 역사
금성 라씨의 시조 라총례(羅聰禮)는 고려 정종 때 삼한벽상일등공신(三韓壁上一等功臣)의 호를 받고 삼중대광보국숭록대부(三重大匡輔國崇祿大夫)로서 금성부원군(錦城府院君)에 봉해졌다고 한다. 후손들이 그를 시조로 금성(錦城)을 본관으로 하여 세계를 이어왔다.
시조 라총례의 아들 라은고(羅恩誥)가 자의대부(資義大夫:고려 때 종2품 의빈품계)로 공빈승을 지내고 금산군에 봉해진것을 시작으로 11세손에 이르기까지 3명의 후손이 대광(大匡:정1품 품계)의 벼슬에 오르고 4명의 부원군(府院君)과 5명이 봉군되어 금성라씨는 성족의 지위를 차지하게 되었다.
고려 태조 왕건의 나주 공략에 나주 호족 종례(宗禮)와 오다련(吳多憐)이 도움을 주었는데,  공을 인정받아 성씨를 하사받는다. 각각 금성나씨. 나주오씨의 시조가 된다. 관향은 금성이나 후일 금성(錦城)을 나주로 개창함에 따라 나주나씨로 이름하게 되었다. 나주 나씨와는 동성동본이족(同姓同本異族)으로 알려져 있다.  
조선 영조 때에 무신흉변의 화를 면하려고 나주의 옛이름인 금성으로 본관을 바꾸었다. 그러나 라총례의 후손이면서 나주를 본관으로 하는 계통도 있고 안정, 군위, 수성 등으로 본관을 하는 계통도 있다.  

## 표기
羅의 원래 발음은 “라”이지만 대한민국에서는 두음법칙에 따라 “나”씨로 표기하기도 했다. 2007년 8월 1일부터 한자로 된 성을 한글로 기재할 때 “柳(류)·羅(라)·李(리)”처럼 소리 나는 대로 사용할 수 있도록 가족관계등록 예규가 개정되었다. 현재 금성 나씨와 금성 라씨가 혼용되어 사용된다. 
대법원은 한자로 된 이들 성을 호적에 한글로 기재할 때 맞춤법(두음법칙)에 따라 유·나·이 등으로 표기하도록 하고 있는 예규를 고쳐 류·라·리 등으로 쓸 수 있게 예외를 인정하는 개정 예규를 2007년 8월부터 시행했다. 대법원은 성씨는 사람의 혈통을 표시하는 고유명사로, 일상생활에서 소리 나는 대로 사용한 사람까지 두음법칙을 강제해 기존에 쓰던 표기를 사용하지 못하도록 하는 것은 헌법상 기본권인 인격권, 자기결정권을 침해할 우려가 있다는 판단에 따라 예규를 개정하게 됐다고 설명했다.

## 본관
금성(錦城)은 전라남도 나주시의 옛 이름으로 백제 때 발라군(發羅郡)으로 불렸고, 뒤에 죽군성(竹軍城)으로 바뀌었다. 백제 멸망 후 당나라가 이곳에 대방주(帶方州)를 설치하였으며, 686년(신라 신문왕 6)에는 통의군(通義郡)으로, 757년(경덕왕 16) 이후로는 금산군(錦山郡) 또는 금성군(錦城郡)으로 부르며 무주(武州：光州)의 관할로 두었고, 회진현(會津縣)‧여황현(艅艎縣)‧철야현(鐵冶縣) 등이 부속으로 영입되었다. 940년(고려 태조 23)에 나주로 지명이 바뀌었고, 983년(성종 2)에 나주목이 설치되었다. 995년(성종 14)에는 나주진해군절도사(羅州鎭海軍節度使)가 되었다. 1018년(현종 9) 다시 나주목으로 고쳐 5개의 속군(무안‧담양‧곡성‧낙안‧남평)과 11개의 속현(철야‧반남‧안노‧복룡‧원율‧여황‧창평‧장산‧회진‧진원‧화순)을 거느렸다. 1310년(충선왕 2)에 지주사(知州事)로 강등되었다가 1356년(공민왕 5)에 다시 목으로 승격하였다. 고려‧조선시대를 통하여 주로 목(牧), 부(府)로서 전남지역 행정의 중심지를 이루었다. 1895년(고종 32) 지방제도 개정으로 나주부로서 나주군 등을 관할하였고, 1981년 나주읍과 영산포읍이 통합하여 금성시로 승격하여 나주군에서 분리되었고, 금성시는 1985년 나주시로 개칭되었다. 1995년 나주시와 나주군이 통합되어 나주시로 개편되었다.

## 인물
- 라득황(羅得璜) : 삼한공신 대광(大匡) 라총례(羅聰禮)의 9대손. 최우(崔瑀)가 선지사용별감(宣旨使用別監)으로 삼아 지방에 파견하였고, 최항(崔沆)에게 아첨하여 장흥부사(長興副使)가 되었다가 전라안찰사가 되었다. 1260년(원종 1)에 장물죄로 파면당한 송소(宋紹)를 대신하여 제주부사(濟州副使)가 되었는데, 현지에 이르자 사람들이 “제주는 옛적에는 작은 도적을 겪었는데 지금은 큰 도적을 만났다.”고 하였다. 그 다음달 경자(庚子)에 제주부사·판예빈성사(判禮賓省事)로서 방호사(防護使)를 겸하였는데, 이는 제주가 바다 가운데 큰 진(鎭)으로 송상(宋商)과 왜(倭)의 내왕이 잦아지므로 유사시에 대비하여 취해진 것이다. 1263년 추밀원부사(樞密院副使)가 되었으며, 관직이 형부상서에 이르렀다.

- 라유(羅裕, ? ~ 1292년) : 형부상서 라득황(羅得璜)의 아들. 음보(蔭補)로 경선점녹사(慶仙店錄事)가 되었고, 1269년(원종 10) 4월에 세자 심(諶)을 시종하여 원나라에 입조하였다. 그해 7월 세자가 원나라로부터 돌아와 파사부(波娑府)에 이르렀을 때 임연(林衍)이 원종을 폐하고 세자의 입국을 기다리자 세자가 국경에 들어가는 것을 만류하였다. 이러한 개인적인 감정으로 임연이 라유(羅裕)의 장인인 조문주(趙文柱)를 죽이고 라유를 협박해 이혼을 강요했으나 의리를 들어 거절하였다. 1271년 원수(元帥) 김방경(金方慶)을 따라 진도(珍島)에서 삼별초(三別抄)를 토벌하는 공을 세웠다. 1272년에도 0의 삼별초를 치는데 군사 1,550명을 동원하기도 하였다. 또한 1273년 김방경을 따라 탐라(耽羅: 현재 제주도)의 삼별초 토벌에 선봉장으로 참전해 대장군(大將軍)에 올랐다. 이때의 공로로 남녀 노비 2명이 하사되고 원나라로부터 중통보초(中統寶鈔)를 받았다. 1274년 정월 일본정벌에 필요한 300척의 전함을 건조할 때, 담당 부부사(部夫使)가 되어 공장(工匠)과 인부 3,500여 명을 징집하는데 힘썼으며 그 경과를 보고하는 사신이 되어 원나라에 다녀왔다. 그해 10월 제1차 일본정벌 때 도독사(都督使)김방경과 함께 원나라의 도원수홀돈(忽敦)의 휘하에서 지병마사(知兵馬使)로 종군하였다. 돌아와서는 응양군대호군(鷹揚軍大護軍)이 되었으며, 그 군공(軍功)으로 원나라로부터 금패(金牌)와 무덕장군관고려군천호(武德將軍管高麗軍千戶)를 받았다. 그 뒤 제2차 일본정벌을 위해 합포(合浦)에 3번이나 출진하였다. 이때 예법에 밝다 하여 개경으로 소환, 팔관회(八關會)의 의식을 맡기도 하였다. 1282년(충렬왕 8) 5월에 2등공신에 책록되었으며, 1286년 8월에 지신사(知申事), 이듬해 6월에 부지밀직사사(副知密直司事), 12월에 동지밀직사사(同知密直司事)가 되었다. 1287년 6월 왕에게 내안(乃顔: 원나라의 반란세력)을 직접 정벌하도록 청해 호두패(虎頭牌)를 받고 중익부만호(中翼副萬戶)에 임명되었다. 이듬해 5월 만호동지밀직사사(萬戶同知密直司事)로 왕의 선두에서 군사를 거느리고 정벌에 참여하였다. 일이 끝난 후 1등공신에 책봉되었고 녹권(錄券), 전(田) 100결, 노비 20 구(口), 명위장군(明威將軍)의 호를 받았으며 원나라로부터 쌍주금패(雙珠金牌)를 받았다. 1289년 3월 충청도도순문사(忠淸道都巡問使)가 되어 군량을 독려하였으며, 같은 해 12월에 동계방수군(東界防戍軍)을 사열하였다. 1290년 5월에 합단(哈丹)이 국경을 침입할 때 통천지계(通川地界)에 진을 치고 그를 막았으며, 평양과 연기(燕岐)에서 합단을 크게 무너뜨렸다. 이듬해 6월 교주도(交州道: 현재의 강원도)에 파견되어 합단의 잔병을 토벌하였다. 1291년 11월 지밀직사사(知密直司事)로 원나라에 정조사(正朝使)로 다녀왔다. 이때 원나라로부터 삼주호부(三珠虎符)·옥대(玉帶)·은정(銀錠)·궁시(弓矢)·검(劍)·안마(鞍馬) 등을 받고 회원대장군(懷遠大將軍)의 호를 받아 이듬해 돌아왔다. 예의에 밝고 옥사(獄事)의 판결에도 능하였다. 또한 용맹이 있어 전쟁에 임해서도 두려워하지 않아 변방에서 자주 공을 세웠다.

- 라익희(羅益禧, ? ∼ 1344년) : 지밀직사사(知密直司事) 라유(裕)의 아들이다. 어려서부터 무예를 익혔으며, 17세에 원나라의 명으로 금부(金符)를 띠고 상천호(上千戶)가 된 뒤 관군상만호(管軍上萬戶)에 임명되었다. 충렬왕 말기에 신호위호군(神虎衛護軍)이 되었으나 충선왕이 신법을 제정할 때 이에 반대하다가 면직된 뒤 10년이 지나서 검교상호군(檢校上護軍)이 되고, 상의평리(商議評理)에 올라 금성군(錦城君)에 봉하여졌다.

- 라문규(羅文奎) : 초명은 라극종(羅克綜). 라익희(羅益禧)의 손자이자 판밀직사부사(判密直司副使) 라영걸(羅英傑)의 아들. 모친은 원주 원씨(原州元氏)로 원충(元忠)의 딸이며, 부인 고성이씨(固城李氏)는 판서(判書) 이음(李蔭)의 딸이다. 1340년(충혜왕 1) 문과에 급제하였다. 1343년(충혜왕 4)에 명경박사(明經博士)를 거쳐 1346년(충목왕 2) 개성참군(開城參軍)으로, 1350년(충정왕 2) 낭장(郞將)으로, 이듬해에는 겸통례문지후(兼通禮門祗侯)로 임명되었다. 1352년(공민왕 1)에는 서해도안렴사(西海道按廉使)를 역임하였다가 1354년(공민왕 3) 진도현령(珍島縣令)에 제수되었다. 그가 죽자 공민왕은 관리를 보내 치제(致祭)하도록 하였고 나주(羅州) 거평면(居平面) 탄방(炭坊) 천마봉(天馬峰) 아래에 장사지냈다. 1390년(공양왕 2) 나주시 문평면(文平面) 오룡리(五龍里)에 건립한 봉강사(鳳岡祠)는 1812년(순조 12) 경에 죽헌(竹軒) 나계종(羅繼從)과 나문규를 춘추로 배향하기 위해 금성나씨(錦城羅氏) 문중에서 건립한 사당이다(문화재자료 제94호).

- 라세찬(羅世纘, 1498년 ∼ 1551년) : 할아버지는 현감 라은제(羅殷制)이고, 아버지는 성균생원(成均生員) 라빈(羅彬), 어머니는 찰방 윤노겸(尹勞謙)의 딸이다. 1525년(중종 20) 사마시에 합격하고 1528년 별시문과에 급제, 나주·황주의 훈도(訓導), 성균관학유를 거쳐 예문관검열이 되었다. 1536년 중시(重試)에서 장원해 봉교(奉敎)로 승진됐으나, 중시의 책문(策文)에서 권신 김안로(金安老)의 전횡과 비리를 통박한 것이 문제가 되어 김안로 일파의 탄핵을 받고 고성에 유배되었다. 1538년 김안로가 사사(賜死)되자 다시 봉교로 기용되었고, 이 해 실시한 탁영시(擢英試)에서 장원을 차지해 문명을 떨침과 아울러 이후 수년 간 병조정랑·병조좌랑, 홍문관의 수찬·교리·응교·전한, 사헌부의 지평·장령·집의, 사간원의 헌납, 시강원의 문학·필선·보덕 등의 요직을 역임했다. 1544년 이조참의로 특승(特陞)된 뒤 승정원동부승지·성균관대사성·판결사를 역임했다. 대사간으로 있을 때는 윤원형(尹元衡)이 유관(柳灌) 등을 탄압하려 하자 이를 반대하다가 체직당했다. 그 뒤 곧 대사헌이 되었지만, 권신 이기(李芑)와의 알력으로 일시 면직됐다. 뒤에 한성우윤으로 문소전(文昭殿)에 인종을 부묘(祔廟)하려다가 전주부윤으로 좌천되어 재직 중 병으로 죽었다. 두 차례의 장원급제로 문명을 떨쳤으며, 권신을 서슴지 않고 탄핵하는 기개가 있었다. 나주의 송재사(松齋祠)에 제향되었다. 저서로는 『송재선생유고』 4권이 있다. 시호는 희민(僖敏)이다.

- 라대용(羅大用, 1556년 ~ 1612년) : 이순신 막하에서 거북선 건조를 위시한 모든 전구(戰具)의 준비 계획과 추진에 참여해 병선 건조에 온갖 정력을 쏟는 한편 15여 회의 해전에서 큰 공을 세웠다.

## 과거 급제자
금성 라씨는 조선시대 문과 급제자 4명, 사마시 12명을 배출하였다.
문과
라경성(羅經成) 라세찬(羅世纘) 라홍순(羅弘淳) 라현돈(羅泫敦)
생원시
라기순(羅箕淳) 라득주(羅得周) 라빈(羅彬) 라석정(羅錫正) 라세찬(羅世纘) 라시혁(羅時赫) 라언(羅偃) 라원석(羅元錫)
진사시
라원집(羅元緝) 라정순(羅晸淳) 라찬경(羅纘褧) 라효창(羅孝昌)

## 항렬표
| 33세   | 34세     | 35세   | 36세     | 37세   | 38세     | 39세   | 40세     | 41세   | 42세     | 43세   | 44세     | 45세   | 46세     | 47세   | 48세     | 49세   | 50세     |
| ------ | -------- | ------ | -------- | ------ | -------- | ------ | -------- | ------ | -------- | ------ | -------- | ------ | -------- | ------ | -------- | ------ | -------- |
| 승(承) | 口주(柱) | 병(炳) | 口채(埰) | 선(善) | 口수(洙) | 동(東) | 口열(烈) | 재(在) | 口호(鎬) | 홍(洪) | 口수(秀) | 성(性) | 口효(孝) | 용(鎔) | 口식(湜) | 근(根) | 口희(熙) |

## 문화재
- 봉강사(鳳岡祠) : 전라남도의 문화재자료 제94호
- 소충사(昭忠祠) : 체암공 나대용 장군을 기리는 사당
- 나대용 장군 생가(경모당/敬慕堂)와 묘소 : 전라남도 지방문화재 기념물 제26호

## 인구
- 1985년 9,490가구 39,905명
- 2000년 12,869가구 40,493명

## 같이 보기
- 나주 나씨
- 수성 나씨
- 안정 나씨